# Weissia lindigii
Weissia lindigii là một loài rêu trong họ Pottiaceae. Loài này được (Hampe) Mitt. mô tả khoa học đầu tiên năm 1869.